# Lancer du javelot masculin aux Jeux olympiques d'été de 2024
 (août 2024).
Pour des articles plus généraux, voir Athlétisme aux Jeux olympiques d'été de 2024 et Lancer du javelot aux Jeux olympiques.
Navigation
Tokyo 2020 Los Angeles 2028
L'épreuve du lancer du javelot masculin aux Jeux olympiques de 2024 se déroule les 6 et 8 août 2024 au Stade de France au nord de Paris, en France.

## Records
Avant cette compétition, les records dans cette discipline étaient les suivants :
| Record du monde  | Jan Železný (CZE)         | 98,48 m | Iéna  | 25 mai 1996  |
| Record olympique | Andreas Thorkildsen (NOR) | 90,57 m | Pékin | 23 août 2008 |

Au cours de la compétition, le record suivant a été établi : 
| Record olympique | Arshad Nadeem (PAK) | 92,97 m | Paris, France | 8 août 2024 |

## Programme
| Date         | Horaire | Manche         |
| ------------ | ------- | -------------- |
| Mardi 6 août | 10 h 00 | Qualifications |
| Jeudi 8 août | 19 h 00 | Finale         |

## Médaillés

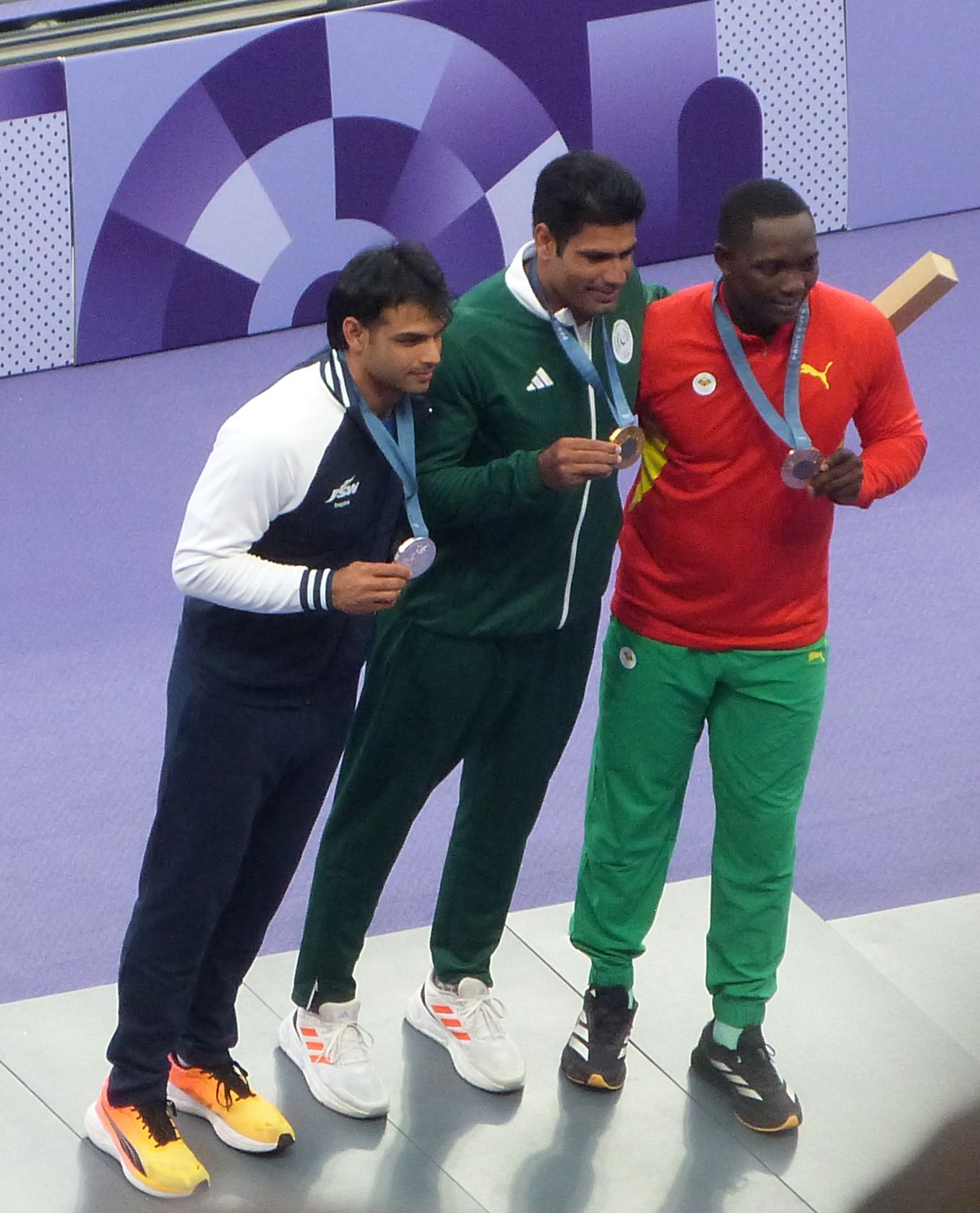
Podium du lancer de javelot

| Or            | Argent        | Bronze          |
| Arshad Nadeem | Neeraj Chopra | Anderson Peters |

## Résultats
Légende
- o : essai réussi
- x : essai manqué
- - : impasse

### Finale
A l'issue des 3 essais, les huit meilleurs lanceurs bénéficient de 3 essais supplémentaires.
| Rang                                | Athlète                | Pays              | Essais  | Essais  | Essais  | Essais  | Essais  | Essais  | Marque  | Notes |
| Rang                                | Athlète                | Pays              | 1       | 2       | 3       | 4       | 5       | 6       | Marque  | Notes |
| ----------------------------------- | ---------------------- | ----------------- | ------- | ------- | ------- | ------- | ------- | ------- | ------- | ----- |
| Médaille d'or, Jeux olympiques      | Arshad Nadeem          | Pakistan          | x       | 92,97 m | 88,72 m | 79,40 m | 84,87 m | 91,79 m | 92,97 m | OR    |
| Médaille d'argent, Jeux olympiques  | Neeraj Chopra          | Inde              | x       | 89,45 m | x       | x       | x       | x       | 89,45 m | SB    |
| Médaille de bronze, Jeux olympiques | Anderson Peters        | Grenade           | 84,70 m | 87,87 m | x       | 88,54 m | 87,38 m | 81,83 m | 88,54 m |       |
| 4                                   | Jakub Vadlejch         | Tchéquie          | 80,15 m | 84,52 m | 88,50 m | x       | 84,98 m | 83,27 m | 88,50 m |       |
| 5                                   | Julius Yego            | Kenya             | 80,29 m | 87,72 m | x       | 84,90 m | 83,20 m | 81,58 m | 87,72 m | SB    |
| 6                                   | Julian Weber           | Allemagne         | x       | 87,33 m | x       | 86,85 m | 87,40 m | 84,09 m | 87,40 m |       |
| 7                                   | Keshorn Walcott        | Trinité-et-Tobago | 86,16 m | x       | 82,89 m | 78,96 m | 76,86 m | x       | 86,16 m | SB    |
| 8                                   | Lassi Etelätalo        | Finlande          | 78,81 m | 77,60 m | 84,58 m | 82,02 m | x       | 81,69 m | 84,58 m |       |
| 9                                   | Oliver Helander        | Finlande          | 81,24 m | 82,68 m | x       | NC      | NC      | NC      | 82,68 m |       |
| 10                                  | Toni Keränen           | Finlande          | 80,92 m | 75,33 m | 78,90 m | NC      | NC      | NC      | 80,92 m |       |
| 11                                  | Luiz Maurício da Silva | Brésil            | 80,67 m | 78,67 m | x       | NC      | NC      | NC      | 80,67 m |       |
| 12                                  | Andrian Mardare        | Moldavie          | 79,14 m | 80,10 m | 77,77 m | NC      | NC      | NC      | 80,10 m |       |

### Qualifications
Qualification : 84 m (Q) ou les 12 meilleures performances (q).
| Rang | Groupe | Athlète                  | Pays              | Essais  | Essais  | Essais  | Marque  | Notes |
| Rang | Groupe | Athlète                  | Pays              | 1       | 2       | 3       | Marque  | Notes |
| ---- | ------ | ------------------------ | ----------------- | ------- | ------- | ------- | ------- | ----- |
| 1    | B      | Neeraj Chopra            | Inde              | 89,34 m | —       | —       | 89,34 m | SB Q  |
| 2    | B      | Anderson Peters          | Grenade           | 88,63 m | —       | —       | 88,63 m | SB Q  |
| 3    | A      | Julian Weber             | Allemagne         | 87,76 m | —       | —       | 87,76 m | Q     |
| 4    | B      | Arshad Nadeem            | Pakistan          | 86,59 m | —       | —       | 86,59 m | SB Q  |
| 5    | A      | Julius Yego              | Kenya             | 78,84 m | 80,76 m | 85,97 m | 85,97 m | SB Q  |
| 6    | B      | Luiz Maurício da Silva   | Brésil            | 81,62 m | 83,21 m | 85,91 m | 85,91 m | AR Q  |
| 7    | A      | Jakub Vadlejch           | Tchéquie          | 85,63 m | —       | —       | 85,63 m | Q     |
| 8    | A      | Toni Keränen             | Finlande          | 79,04 m | x       | 85,27 m | 85,27 m | PB Q  |
| 9    | B      | Andrian Mardare          | Moldavie          | x       | 76,76 m | 84,13 m | 84,13 m | SB Q  |
| 10   | A      | Oliver Helander          | Finlande          | 83,81 m | —       | —       | 83,81 m | q     |
| 11   | A      | Keshorn Walcott          | Trinité-et-Tobago | 74,89 m | 83,02 m | 82,57 m | 83,02 m | q     |
| 12   | B      | Lassi Etelätalo          | Finlande          | 82,91 m | x       | 78,42 m | 82,91 m | q     |
| 13   | A      | Genki Dean               | Japon             | 82,48 m | x       | 77,40 m | 82,48 m | SB    |
| 14   | B      | Marcin Krukowski         | Pologne           | 81,37 m | x       | 82,34 m | 82,34 m |       |
| 15   | B      | Artur Felfner            | Ukraine           | x       | 81,84 m | 74,54 m | 81,84 m |       |
| 16   | B      | Cameron McEntyre         | Australie         | 76,33 m | x       | 81,18 m | 81,18 m |       |
| 17   | A      | Alexandru Novac          | Roumanie          | x       | 77,35 m | 81,08 m | 81,08 m |       |
| 18   | A      | Kishore Jena             | Inde              | 80,73 m | x       | 80,21 m | 80,73 m |       |
| 19   | A      | Pedro Henrique Rodrigues | Brésil            | 76,23 m | 79,46 m | 75,69 m | 79,46 m |       |
| 20   | B      | Timothy Herman           | Belgique          | 79,42 m | 78,86 m | x       | 79,42 m |       |
| 21   | B      | Edis Matusevičius        | Lituanie          | x       | x       | 79,40 m | 79,40 m |       |
| 22   | B      | Max Dehning              | Allemagne         | 74,58 m | 75,10 m | 79,24 m | 79,24 m |       |
| 23   | B      | Cyprian Mrzygłód         | Pologne           | 78,50 m | x       | 77,16 m | 78,50 m |       |
| 24   | B      | Nnamdi Chinecherem       | Nigeria           | 77,53 m | x       | 76,45 m | 77,53 m |       |
| 25   | A      | Patriks Gailums          | Lettonie          | x       | 77,26 m | x       | 77,26 m |       |
| 26   | A      | Dawid Wegner             | Pologne           | x       | 75,53 m | 76,89 m | 76,89 m |       |
| 27   | A      | Curtis Thompson          | États-Unis        | 76,79 m | x       | 74,24 m | 76,79 m |       |
| 28   | A      | Leandro Ramos            | Portugal          | 75,73 m | x       | x       | 75,73 m |       |
| 29   | B      | Moustafa Mahmoud         | Égypte            | 74,87 m | x       | x       | 74,87 m |       |
| 30   | A      | Ihab Abdelrahman         | Égypte            | 72,98 m | x       | x       | 72,98 m |       |
|      | B      | Gatis Čakšs              | Lettonie          | x       | x       | x       | NM      |       |
|      | A      | Teuraiterai Tupaia       | France            | x       | x       | x       | NM      |       |

## Légende
Records et Performances
- AR : Record continental (area record)
- CR : Record des championnats (championship record)
- MR : Record du meeting (meet record)
- NR : Record national (national record)
- OR : Record olympique (olympic record)
- PR : Record paralympique (paralympic record)
- PB : Record personnel (personal best)
- SB : Meilleure performance personnelle de la saison (season's best)
- WL : Meilleure performance mondiale de l'année (world leader)
- WJR : Record du monde junior (world junior record)
- WR : Record du monde (world record)

Circonstances et Conditions
- DNF : N'a pas terminé (did not finish)
- DNS : N'a pas pris le départ (did not start)
- DQ : Disqualification (disqualification)
- NM : Aucun essai valable enregistré (No Mark)
- Q : Qualifié « directement » au prochain tour (ou à la prochaine compétition), lors d'une compétition majeure, grâce au classement ou à la réalisation des minima (automatic qualifier)
- q : Qualifié au prochain tour (ou à la prochaine compétition), lors d'une compétition majeure, grâce au repêchage ou à la réalisation de l'une des meilleures performances parmi celles des « non qualifiés directement » (grâce au meilleur temps ou à la meilleure distance par exemple) (secondary qualifier)